# Birni
Birni è un arrondissement del Benin situato nella città di Kouandé (dipartimento di Atakora) con 14 506 abitanti (dato 2006).